# Campeonato Mundial de Tiro de 1899
El III Campeonato Mundial de Tiro se celebró en La Haya (Países Bajos) en el año 1899 bajo la organización de la Federación Internacional de Tiro Deportivo (ISSF) y la Real Asociación Neerlandesa de Tiradores.

## Resultados

### Masculino
| Evento                             | Oro                                   | Plata                                | Bronce                             |
| ---------------------------------- | ------------------------------------- | ------------------------------------ | ---------------------------------- |
| Rifle 3 posiciones 300 m           | Lars Jørgen Madsen Dinamarca 943 pts. | Emil Kellenberger · Suiza · 934 pts. | Franz Böckli · Suiza · 930 pts.    |
| Rifle 3 posiciones 300 m (equipos) | Suiza · 4528                          | Francia 4404                         | Dinamarca 4390                     |
| Rifle en pos. tendida 300 m        | Jesse Wallingford Reino Unido 334     | Cesare Valerio Italia 331            | Léon Moreaux Francia 325           |
| Rifle en pos. de rodillas 300 m    | Konrad Stäheli · Suiza · 328          | Emil Kellenberger · Suiza · 325      | Henrik Sillem · Países Bajos · 322 |
| Rifle en pos. de pie 300 m         | Franz Böckli · Suiza · 315            | Lars Jørgen Madsen Dinamarca 306     | Olaf Frydenlund · Noruega · 306    |

## Medallero
| Núm. | País         | Oro | Plata | Bronce | Total |
| ---- | ------------ | --- | ----- | ------ | ----- |
| 1    | Suiza        | 3   | 2     | 1      | 6     |
| 2    | Dinamarca    | 1   | 1     | 1      | 3     |
| 3    | Reino Unido  | 1   | 0     | 0      | 1     |
| 4    | Francia      | 0   | 1     | 1      | 2     |
| 5    | Italia       | 0   | 1     | 0      | 1     |
| 6    | Noruega      | 0   | 0     | 1      | 1     |
|      | Países Bajos | 0   | 0     | 1      | 1     |
|      | TOTAL        | 5   | 5     | 5      | 15    |